# Відкритий доступ в Україні
В Україні закон 2007 року вимагає відкритого доступу для публікації досліджень, створених коштом державного фінансування. У січні 2008 року українські, білоруські та російські вчені випустили «Бєлгородську декларацію про відкритий доступ до наукових знань і культурної спадщини». У червні 2009 року українські науковці зробили ще одну заяву на підтримку відкритого доступу. 

## Репозиторії
В Україні є низка колекцій наукових публікацій, які зберігаються в цифрових сховищах відкритого доступу. Вони містять журнальні статті, розділи книг, дані та інші результати досліджень, які можна читати безплатно.